# أمل (لوحة)
أمل هي رسم زيتي تتبع المدرسة الرمزية للرسام الإنجليزي جورج فريدريك واتس، أنجزت نسختان من هذه اللوحة عام 1886.
تختلف هذه اللوحة في الموضوع عن ما سبق، إذ تُظهر امرأة معصوبة العينين تجلس وحيدة على الكرة الأرضية، وتلعب بقيثارة ليس فيها سوى خيط واحد متبقٍ. الخلفية فارغة تقريباً، والشيء الوحيد الواضح هو نجم واحد. استخدم واتس الرمزية وليس التقليدية للدلالة على الأمل عامداً وذلك لإبقاء معنى اللوحة غامضاً. في حين أن أسلوبه في استخدام الألوان كان مثيراً للإعجاب إلى حدٍ كبير، لكن في الوقت نفسه، لم تعجب اللوحة العديد من النقّاد عندما عُرضت. أثبتت لوحة «الأمل» شعبية الحركة الجمالية والتي تعتبر الجمال الغرض الأساسي للفن والتي لم تكترث لغموض رسالتها. ظهرت نسخ رخيصة من اللوحة وسرعان ما بدأ بيعها.
على الرغم من تلقّي واتس العديد من العروض لشراء اللوحة، وافق على التبرع بأهم أعماله للأمة، وشعر أنه سيكون من غير الملائم أن تكون لوحة الأمل من ضمن التبرعات. نتيجة لذلك، وفي وقت لاحق، قام واتس ومساعدته سيسل شوت برسم نسخة ثانية عام 1886. باع واتس اللوحة الأصلية وتبرع بالنسخة لمتحف فكتوريا وألبرت، لذا فإن اللوحة المنسوخة أكثر شهرة من اللوحة الأصلية. كما رسم نسختين اثنتين على الأقل من اللوحة لبيعها لبعض الخاصة.
بعد أن تم إعادة إنتاج نُسّخ رخيصة من لوحة «الأمل»، وبظهور الطباعة عالية الجودة بعد 1908، بدأ ظهور كميات كبيرة من اللوحة، أصبحت اللوحة شهيرة على نطاقٍ واسع.
عرض الرئيس ثيودور روزفلت نسخة في منزل ساغامور هيل في نيويورك؛ وقد بيّن فيلم صوّر عام 1922 واتس وهو يُنتج اللوحة وتخيّل قصة لها. بحلول ذلك الوقت، أصبحت اللوحة تبدو قديمة ووجدانية.

## وصلات خارجية
- Catalogue entry من معرض تيت